# OGLE-TR-122
| OGLE-TR-122                                             | OGLE-TR-122                             |
| ------------------------------------------------------- | --------------------------------------- |
| Beobachtungsdaten Äquinoktium: J2000.0, Epoche: J2000.0 |                                         |
| Sternbild                                               | Carina                                  |
| Rektaszension                                           | 11h 06m 52,0s                           |
| Deklination                                             | −60° 51′ 46″                            |
| Scheinbare Gesamthelligkeit im I-Band                   | 15,6 mag                                |
| Astrometrie                                             |                                         |
| Entfernung                                              | ca. 1000 pc ca. 3000 Lj                 |
| Orbit                                                   |                                         |
| Umlaufperiode                                           | 7,3 Tage                                |
| Exzentrizität                                           | 0,2                                     |
| Einzeldaten                                             |                                         |
| Spektralklasse                                          | b: M                                    |
| Masse                                                   | A: 1,0 M☉ b: 100 Jupitermassen (0,1 M☉) |
| Radius                                                  | A: 1,1 R☉ b: 0,1 R☉                     |
| Temperatur                                              | A: (5700 ± 300) K                       |

OGLE-TR-122 ist ein bedeckungsveränderliches Doppelsternsystem mit einer Umlaufperiode von etwa 7,3 Tagen im Sternbild Carina. Der kleinere Begleiter, der Rote Zwerg OGLE-TR-122b, ist der kleinste Hauptreihenstern, für den eine direkte Messung des Radius vorliegt. Die Masse von OGLE-TR-122b wird auf etwa 0,1 Sonnenmassen (rund 100 Jupitermassen) geschätzt, sein Radius auf 0,1 Sonnenradien.